# Электрохимические методы анализа
Электрохимические методы анализа — группа методов количественного химического анализа, основанные на использовании электролиза. 
Разновидностями метода являются электрогравиметрический анализ (электроанализ), внутренний электролиз, контактный обмен металлов (цементация), полярографический анализ, кулонометрия и др. В частности, электрогравиметрический анализ основан на взвешивании вещества, выделяющемся на одном из электродов. Метод позволяет не только проводить количественные определения меди, никеля, свинца и др., но и разделять смеси веществ.
Кроме того, к электрохимическим методам анализа относят методы, основанные на измерении электропроводности (кондуктометрия) или потенциала электрода (потенциометрия). Некоторые электрохимические методы применяются для нахождения конечной точки титрования (амперометрическое титрование, кондуктометрическое титрование, потенциометрическое титрование, кулонометрическое титрование).